# Saints Row (seria)
Saints Row – seria gier komputerowych stworzona przez studio Volition, a wydawana przez firmy THQ i Deep Silver. Rozgrywka w poszczególnych odsłonach toczy się w otwartym świecie. Produkcje łączą elementy przygodowych gier akcji z nieliniową rozgrywką i sekwencjami wyścigowymi.
Po ukończeniu prac nad Red Faction II pod koniec 2002 roku studio Volition rozpoczęło w połowie 2003 roku tworzenie pierwszej części serii, Saints Row. Wydana w sierpniu 2006 roku produkcja zyskała uznanie krytyków i sukces komercyjny. Jej kontynuacja, Saints Row 2 wydana w październiku 2008 roku, uzyskała podobne opinie, lecz większą sprzedaż. Trzecią odsłonę, Saints Row: The Third, wydano w listopadzie 2011 roku. W kwietniu 2013 roku ogłoszono, że seria sprzedała się w ponad jedenastu milionach egzemplarzy. W sierpniu 2013 roku ukazała się Saints Row IV. W grach zawarte zostały odniesienia do serii Red Faction. 23 stycznia 2015 roku został wydany samodzielny dodatek do części czwartej pt. Saints Row: Gat out of Hell.
Reboot serii, zatytułowany Saints Row, został ogłoszony w sierpniu 2021 roku i wydany w sierpniu 2022 roku. Reboot nie wypadł dobrze, a w ramach reorganizacji w ramach spółki macierzystej Volition, Embracer Group, Volition zostało zamknięte w sierpniu 2023 r., a Saints Row i inne IP Volition zostały przeniesione do Plaion, również w ramach Embracer Group.

## Gry z serii
- Saints Row (29 sierpnia 2006)
- Saints Row 2 (14 października 2008)
- Saints Row: The Third (15 listopada 2011)
- Saints Row IV (20 sierpnia 2013)
- Saints Row: Gat out of Hell (23 stycznia 2015)
- Saints Row: The Third - The Full Package (10 maja 2019)
- Saints Row: The Third Remastered (22 maja 2020)
- Saints Row (23 sierpnia 2022)

| Gra                                      | Metacritic                                 |
| ---------------------------------------- | ------------------------------------------ |
| Saints Row                               | (X360) 81/100                              |
| Saints Row 2                             | (PS3) 82/100 (X360) 81/100 (PC) 72/100     |
| Saints Row: The Third                    | (PC) 84/100 (X360) 84/100 (PS3) 82/100     |
| Saints Row IV                            | (PC) 86/100 (PS3) 77/100 (X360) 83/100     |
| Saints Row: The Third - The Full Package | (Nintendo Switch) 70/100                   |
| Saints Row: The Third Remastered         | (Xbox One) 76/100 (PC) 70/100 (PS4) 74/100 |
| Saints Row (2022)                        | (XSXS) 65/100 (PC) 64/100 (PS5) 61/100     |